# José Peña Martínez
José Peña Martínez (Serón, Almería, 12 de marzo de 1943) es un médico, catedrático de Universidad e investigador español, pionero en el campo de la Inmunología Clínica en España.

## Biografía

### Formación
Licenciado y Doctor en Medicina por la Universidad de Granada, diplomado en Inmunología por la OMS y médico especialista en Inmunología. Realizó el periodo postdoctoral en el London Hospital Medical College (Universidad de Londres) con una beca de la Fundación Wellcome.

### Trayectoria
En los años setenta inició una de las  primeras unidades de inmunología hospitalaria de España y ha sido jefe del servicio de Inmunología del Hospital Universitario Reina Sofía, investigador principal del Instituto Maimónides de Investigación Biomédica de Córdoba y catedrático de Inmunología de la Universidad de Córdoba. Se inició en la docencia en la Universidad de Granada en los años setenta y fue rector de la Universidad de Córdoba entre 1981 y 1985 y presidente de la Sociedad Española de Inmunología (1996-99).
Ha formado y dirigido un grupo asistencial, docente y de investigación en Inmunología Clínica en Córdoba, referente dentro y fuera de España por sus contribuciones científicas y por el amplio número de investigadores y profesores formados y promocionados desde el mismo. 
Ha realizado aportaciones a la Inmunología en las áreas de Oncología, trasplantes e infecciones publicando más doscientos trabajos en revistas internacionales, participando en múltiples congresos nacionales e internacionales, publicando una docena de libros y desarrollando siete patentes de interés. Ha dirigido numerosos cursos de especialización, así como más de cincuenta tesis doctorales, algunas de las cuales fueron premio extraordinario.
Ejerció actividad asistencial en el Servicio de Inmunología del Hospital Reina Sofía contribuyendo en el desarrollo del programa de trasplantes. Para ello, el laboratorio de histocompatibilidad que dirigía fue acreditado por la Unión Europea a través de la European Society of Immunogenetic.
Es evaluador de proyectos de investigación del Ministerio de Sanidad (FIS), de la Comisión Interministerial de Ciencia y Tecnología y del Ministerio de Sanidad de Argentina. Junto a otros grupos de Madrid y Barcelona, ha trabajado en el análisis de los mecanismos por los cuales el virus del SIDA escapa a la vigilancia del sistema inmune y colaborando en el desarrollo de una vacuna terapéutica frente al VIH (en fase II).

## Familia
Hijo de maestro de escuela, está casado con María del Carmen de Urquia y es padre de seis hijos y abuelo de dieciséis nietos.

## Cargos y reconocimientos
- Catedrático de Inmunología de la Universidad de Córdoba (jubilado desde 2012).
- Rector de la Universidad de Córdoba (1981 - 1984).
- Presidente de la Sociedad Española de Inmunología (1996 - 99).
- Jefe del Servicio de Inmunología del Hospital Universitario Reina Sofía (1998 - 2012).
- Director del Instituto de Ciencias de la Educación en Extremadura (1976 - 1977).
- Vicerrector de la Universidad de Extremadura (1977 - 1979).
- Medalla de oro conmemorativa del XXV aniversario de la creación de la Universidad de Córdoba y del CL de los estudios de Veterinaria en Córdoba (2006).
- Medalla de Andalucía con motivo de la conmemoración del XXVIII Día de Andalucía en Córdoba (1997).
- Medalla de oro y premio Averroes de la Ciudad de Córdoba (2009).
- Medalla de honor del Instituto de Academias de Andalucía (2015).
- Extremeño del año por la Universidad de Extremadura(1978).
- Cordobés del año en el área de acción social (2012).
- Fiambrera de plata del Ateneo de Córdoba (2015).
- Vocal de la Fundación Colegio de Médicos de Córdoba (actual).
- Académico de número de la Real Academia de Medicina de Sevilla y de la European Academy of Sciences (actual).
- Es uno de los cuatro miembros de la Comisión de Medicina y Ciencias de la Vida de la European Academy of Sciences (actual).
- Académico Correspondiente de las Reales Academias de Ciencias, Bellas Letras y Nobles Artes de Córdoba y de la Real Academia de Medicina de Murcia (actual).
- Ha formado parte de los Patronatos de la Fundación Universidad-Empresa, Jardín Botánico de Córdoba y del Hospital Reina Sofía-CajaSur.
- Hijo predilecto del pueblo de Lobras (Granada), 2011.
- Rotulación Avda.  “Avda. Rector José Peña Martínez” en el municipio de Lobras (Granada), 2014.
- Presidente de la Asociación para el Progreso de la Inmunología (desde 2008).